# Tenderloin (San Francisco)

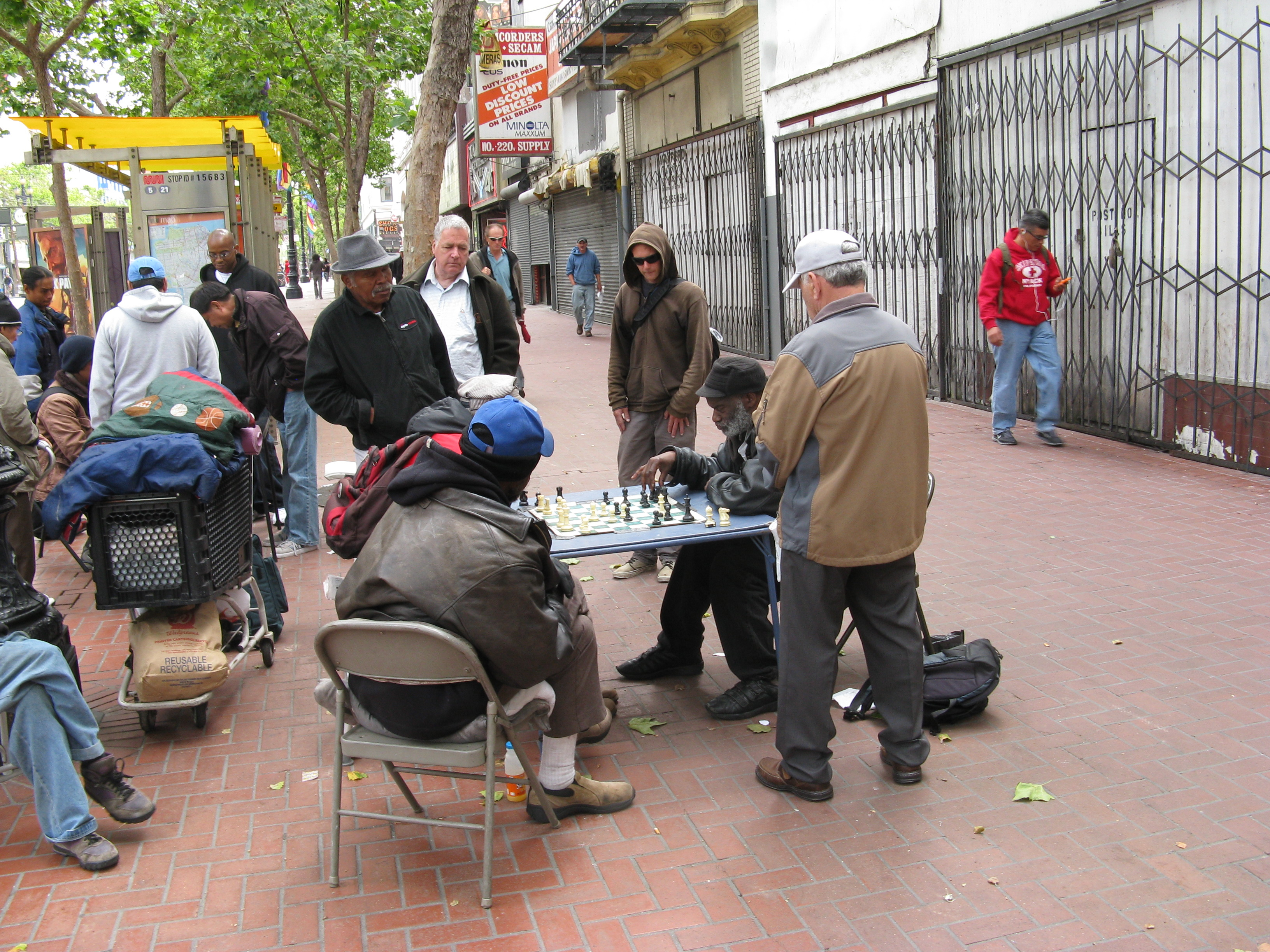
Schakers in de Tenderloin-buurt in San Francisco.

Tenderloin is een buurt in downtown San Francisco, in de Amerikaanse staat Californië. The Tenderloin bevindt zich op de platte, zuidelijke flank van Nob Hill, tussen het winkelgebied rond Union Square in het noordoosten en de kantoorwijk Civic Center in het zuidwesten. De wijk omvangt ongeveer vijftig stratenblokken. In de enge betekenis wordt de Tenderloin in het noorden afgebakend door Geary Street, in het oosten door Mason Street, in het zuiden door Market Street en in het westen door Van Ness Avenue.
Termen als Tenderloin Heights of The Tendernob verwijzen naar het grijze gebied tussen de Upper Tenderloin en Lower Nob Hill. Het oosten, rond Union Square, overlapt enigszins met het Theater District. Het stuk van Larkin Street tussen O'Farrell en Eddy Street, in het westen van de Tenderloin, heet officieel Little Saigon.

## Geschiedenis
De Tenderloin werd kort na de Californische goldrush van 1848 een residentiële buurt. Aan het einde van de 19e eeuw werd de wijk gekenmerkt door een levendig nachtleven. Het eerste bordeel opende zijn deuren in 1898. Nadat de aardbeving en branden van 1906 nagenoeg de hele wijk vernield hadden, werd de Tenderloin meteen heropgebouwd. Tegen de jaren 20 was de wijk een beruchte uitgaansbuurt, met zijn goktenten, speakeasy's, theaters en restaurants. In het midden van de 20e eeuw oefende de Tenderloin een grote aantrekking uit op muzikanten. Nadat delen van de wijk kwamen leeg te staan door stadsvlucht, trokken er na de Vietnamoorlog vooral veel vluchtelingen uit Zuidoost-Azië in. Bovendien was de Tenderloin, voor de Castrowijk opkwam als homobuurt, een eerste homobuurten van de stad.
De wijk heeft nog steeds te kampen met hoge misdaadcijfers en een slechte reputatie.
De wijk werd in 2008 als historisch district op het National Register of Historic Places geplaatst.